# Phlattothrata
Phlattothrata Crosby & Bishop, 1933 è un genere di ragni appartenente alla famiglia Linyphiidae.

## Distribuzione
Le due specie oggi note di questo genere sono state rinvenute nella regione olartica: la specie dall'areale più vasto è la P. parva, reperita in varie località dell'intera regione

## Tassonomia
Non è un sinonimo posteriore di Tapinocyba Simon, 1884 secondo un'analisi dell'aracnologo Crawford in un suo lavoro del 1988, contra un precedente lavoro di Chamberlin & Ivie (1947b); al riguardo, consultare anche il lavoro degli aracnologi Buckle, Carroll, Crawford & Roth del 2001.
Dal 2003 non sono stati esaminati esemplari di questo genere.
A dicembre 2012, si compone di due specie:
- Phlattothrata flagellata (Emerton, 1911)[3] — USA
- Phlattothrata parva (Kulczyński, 1926) — Regione olartica

### Sinonimi
- Phlattothrata matanuskae (Chamberlin & Ivie, 1947); trasferita dal genere Tapinocyba Simon, 1884 e posto in sinonimia con P. parva (Kulczyński, 1926) a seguito di un lavoro di Holm del 1950, quando apparteneva al genere Typhochrestus Simon, 1884[1].